# 龍潭亭
龍潭亭是一个天道教圣地，位于慶尙北道慶州市見谷面。

## 宗教圣地
天道教是朝鲜半岛的本土宗教，从朝鲜东学演变而来。东学的创始人崔濟愚在附近出生和被埋葬。凉亭附近有一座纪念他的雕像。